# Linea di separazione
Linea di separazione (Tannbach – Schicksal eines Dorfes) è una serie televisiva tedesca formata da episodi in formato di film per la televisione. È stata trasmessa dal 4 gennaio 2015 all'11 gennaio 2018 sul canale ZDF.
In Italia la prima stagione è andata in onda il 25 e 26 agosto 2017 su Rai 3, mentre la seconda è stata trasmessa il 16 e 17 agosto 2018.

## Trama

### Prima stagione
La prima stagione è ambientata nel fittizio villaggio di Tannbach in Germania alla fine della seconda guerra mondiale fino al 1952. Per la gente del villaggio la fine della guerra non significa la fine delle sofferenze, poiché ben presto la Guerra Fredda intaccherà le relazioni tra i cittadini fino a separarli.

### Seconda stagione
La seconda stagione riguarda l'inizio della Guerra Fredda, il riarmo e la collettivizzazione nella "primavera socialista" del 1960, gli eventi dell'anno del Muro di Berlino nel 1961 fino ad arrivare al 1968 con la Primavera di Praga.

## Episodi
La serie è composta da 6 episodi. In Italia, è stata ridotta a 4 episodi, ciascuno della durata di 120 minuti circa.
| Stagione | Titolo originale          | Titolo italiano            | Prima TV Germania | Prima TV Italia |
| -------- | ------------------------- | -------------------------- | ----------------- | --------------- |
| 1        | Der Morgen nach dem Krieg | Il mattino dopo la guerra  | 4 gennaio 2015    | 25 agosto 2017  |
| 1        | Die Enteignung            | Il mattino dopo la guerra  | 5 gennaio 2015    | 25 agosto 2017  |
| 1        | Mein Land, dein Land      | La mia terra, la tua terra | 7 gennaio 2015    | 26 agosto 2017  |
| 2        | Schatten des Krieges      | Le ombre della guerra      | 8 gennaio 2018    | 16 agosto 2018  |
| 2        | Frieden aus Stein         | Le ombre della guerra      | 10 gennaio 2018   | 16 agosto 2018  |
| 2        | Traum von Frühling        | Sogno di primavera         | 11 gennaio 2018   | 17 agosto 2018  |